# Traduzioni de I promessi sposi
I promessi sposi, romanzo storico di Alessandro Manzoni, sono stati fin da subito tradotti in un gran numero di lingue.
Il successo internazionale del romanzo, a partire dalla sua pubblicazione nell'edizione originale del 1825-1826 (ma finita di stampare nel 1827 e perciò detta "ventisettana"), è testimoniato dalla contemporanea uscita di traduzioni in tutta Europa, cosa non ovvia all'epoca per un'opera in italiano. Del 1827 è la prima versione tedesca, nel 1828 apparvero le traduzioni in francese e in inglese, tra il 1828 e il 1829 la traduzione danese, nel 1832 quella svedese, nel 1833 quelle spagnola e russa, nel 1835 in olandese e nel 1836 in polacco. Negli Stati Uniti d'America ci furono due traduzioni nello stesso anno, il 1834.
Eseguite invece sulla seconda e definitiva edizione autoriale del 1840 (detta "quarantana"), risalgono alla seconda metà dell'Ottocento una traduzione in ungherese (1874) e una in serbo (1875-76). Nella prima metà del Novecento il romanzo approdò anche in Asia con la prima versione cinese nel 1935 e, tra il 1946 e il 1949, quella giapponese.

## Elenco

### In inglese

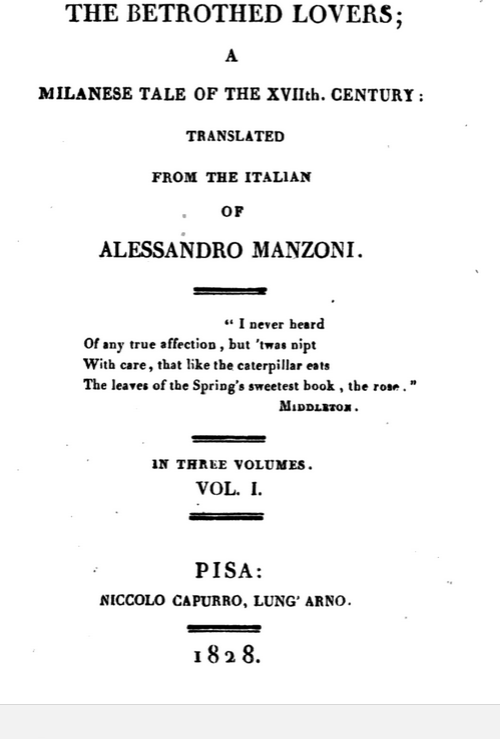
Edizione in inglese a cura di Charles Swan, 1828

- (EN) The Betrothed Lovers: A Milanese Tale of the XVIIth. Century, Translated from the Italian, traduzione di Charles Swan, 3 voll., Pisa, Niccolo Capurro, 1828, SBN LO1E009144.
- (EN) I Promessi Sposi; or, The Betrothed Lovers. A Milanese Story of the Seventeenth Century, as Translated for «The Metropolitan» from the Italian, traduzione di George William Featherstonhaugh, Washington, stereotyped and published by Duff Green, 1834.
- The Betrothed (1834), traduzione pubblicata da Richard Bentley a Londra[2].
- I Promessi Sposi, The Betrothed (1844), testo pubblicato da James Burns a Londra.
- The Betrothed Lovers (1889), testo tradotto da George Thomas Bettany, pubblicato da Ward, Lock and Co. a Londra, New York e Melbourne[3].
- The Betrothed (1924), versione completa tradotta da Daniel J. Connor, pubblicata da Macmillan a New York[4].
- The Betrothed (1951, con revisioni in data successiva), versione completa tradotta da Archibald Colquhoun, ISBN 978-0-375-71234-0[5].
- The Betrothed (1972), versione completa tradotta da Bruce Penman, Penguin Books, ISBN 0-14-044274-X
- Promise of Fidelity (2002), versione parziale tradotta da Omero Sabatini, ISBN 0-7596-5344-5
- The Betrothed (2022), versione completa tradotta da Michael F. Moore, The Modern Library, ISBN 9780679643562

### In francese
- (FR) Les Fiancés, histoire milanaise du dix-septième siècle traduit de l'italien, traduzione di Pierre Joseph Gosselin, 5 voll., À Paris, chez Dauthereau libraire, 1828, SBN MILE048597.
- (FR) Les Fiancés. Histoire milanaise du XVIIe siècle, découverte et refaite par Alexandre Manzoni, traduite de l'italien sur la dernière édition, traduzione di Jean-Baptiste de Montgrand, 5 voll., Marseille, chez Marius Olive éditeur, 1832, SBN MIL0758096.
  - Les Fiancés (1877), testo tradotto dal marchese de Montgrand, a Parigi, presso l'editore Garnier frères[6].
- Les Fiancés (1875), testo tradotto da Giovanni Martinelli, a Parigi, presso l'editore Garnier frères[7].

### In spagnolo
- Lorenzo; o, Los prometidos esposos (1833), testo tradotto da Félix Enciso Castrillón, pubblicato a Madrid [8].
- Los desposados (1858), testo pubblicato da Mexico, Imp. de Andrade y Escalante[9].
- Los Novios (1880), testo tradotto da Juan Nicasio Gallego, pubblicato dall'Imprenta Central á cargo de Victor Saiz, a Madrid[10].

### In tedesco
- (DE) Die Verlobten. Roman, traduzione di Daniel Lessmann, 3 voll., Berlin, in der Vereinsbuchhandlung, 1827.[11]
- (DE) Die Verlobten. Geschichtlicher Roman, traduzione di Eduard von Bülow, 3 voll., Leipzig, bei C.H.F. Hartmann, 1828.
- Die Verlobten (1923), testo tradotto da Johanna Schuchter, pubblicato a Monaco di Baviera.
- Die Verlobten (1958), testo tradotto da Alexander Lernet-Holenia, pubblicato a Zurigo[12].
- Die Verlobten (1960), testo tradotto da Ernst Wiegand Junker, pubblicato a Monaco di Baviera[13].
- Die Brautleute (2000), testo tradotto da Burkhart Kroeber, pubblicato a Monaco di Baviera e a Vienna[14].

### In esperanto
- La gefianĉoj (2006), testo tradotto da Battista Cadei, pubblicato a Milano, FEI ISBN 9788889177235.